# Yeşilhisar
Yeşilhisar é um distrito (em turco:  ilçeler) da região histórica da Capadócia, pertencente à província de Kayseri e à região administrativa da Anatólia Central da Turquia. Em 2009 a sua população era de 17 002 habitantes, dos quais 9 105 moravam na cidade. 
O distrito está dividido em 21 municípios. Yeşilhisar, que em turco significa "fortaleza verde" (yeşil = verde; hisar = fortaleza), situa-se a sudoeste de Kayseri e a sudeste do centro turístico da Capadócia, Göreme, no planalto de Develi. Dista cerca de 55 km em linha reta (70 km por estrada) de Kayseri e 60 km em linha reta (60 km por estrada) de Göreme.
O clima é clima continental, com verões quentes e secos e invernos frios, com neve, mas pouca chuva.
É um distrito predominantemente rural, com muita emigração, principalmente a partir dos anos 1970. A agricultura a atividade económica principal, que em 2000 ocupava 75% da população. As culturas predominantes são a beterraba-sacarina, batata, maçã, damasco e outras frutas. Existem 500 000 ha de terras agrícolas irrigadas.
Os níveis de alfabetização e de escolaridade são semelhantes à média nacional da Turquia. A taxa de analfabetismo em 2000 era de 10% para os homens e de 30% para as mulheres. O distrito tinha 3530 estudantes distribuídos por 20 escolas.